# Hans Nicolai Hansen
Hans Nicolai Hansen, född 12 mars 1835 i Köpenhamn, död där 11 januari 1910, var en dansk politiker.
Hansen blev student 1851, juris kandidat 1857 och Højesteretsadvokat 1863. Han var borgmästare i Köpenhamn (magistratens 1. avdelning) 1873–1897 och genomförde som sådan bland annat 1876 års skolreform, begravningsväsendets omordning, inrättandet av Vestre Kirkegård, byggandet och restaureringen av en mängd kyrkor, uppförandet av Opfostringshuset och Abel Cathrines Stiftelses nya byggnad. Han var medlem av 1885 års arbetarkommission, som föranledde lagarna om erkända sjukkassor och om olycksfallsförsäkring för arbetare. År 1876 valdes han till medlem av folketinget for Köpenhamns sjätte valkrets, men avgick vid mandatperiodens slut. Från 1895 till sin död var han kungavald medlem av landstinget, anslöt sig 1899 till "de otte", senare till den frikonservativa gruppen. Åren 1902–1907 var han landstingets ordförande och 1907–1908 medlem av den dansk-isländska kommissionen.